# David Segarra i Soler
David Segarra i Soler (València, 1976) és un periodista, documentalista i dissenyador gràfic valencià. Va formar part del grup fundador del periòdic L'Avanç en el qual es va fer càrrec de la coordinació general, de la secció internacional i va treballar també com reporter a notícies locals. Com a dissenyador gràfic ha treballat la imatge dels moviments socials i la cultura alternativa. Ha estat dissenyador de les marques Partisano Wear, Som País Valencià i Trambusto. Va guanyar el premi Enderrock pel disseny del disc Benvingut al Paradís d'Obrint Pas.
Director de reportatges i documentals a Veneçuela per a les televisions públiques, ha fundat la productora Guarataro Films al barri de Caracas on hi va residir en la seua etapa veneçolana. El 2010 va ser víctima de l'atac a la flotilla de Gaza on van morir 9 persones quan l'exèrcit d'Israel va assaltar la Flotilla. Sent empresonat durant 3 dies a Israel. Posteriorment tornaria a Gaza, realitzant un reportatge fotogràfic publicat en forma de llibre per Sembra. Ha estat condecorat amb l'Ordre Francisco de Miranda de la República Bolivariana de Veneçuela per la seua aportació a la nació, i va rebre el premi de la Cartelera Túria al mèrit civil per la participació com a valencià i periodista a la Flotilla de la Llibertat de Gaza.